# Google Workspace Marketplace
Google Workspace Marketplace (ранее G Suite Marketplace и Google Apps Marketplace) является продуктом Google. Это интернет-магазин для веб-приложений, работающих с Google Workspace (Gmail, Документы Google, Сайты Google, Календарь Google, Контакты Google и прочими), а также с программным обеспечением сторонних производителей. Некоторые приложения бесплатны. Приложения основаны на Google Code или Google Apps Script.